# Paddington (Circle e Hammersmith & City lines do Metropolitano de Londres)
Paddington é uma estação do Metrô de Londres servida pelas linhas Circle e Hammersmith & City. Ela está localizada adjacente ao lado norte da Estação da linha principal de Paddington e tem entradas de dentro da estação da linha principal e da Bacia de Paddington. A estação fica entre Royal Oak e Edgware Road e está em Zona 1 do Travelcard de Londres.
A estação é uma das duas estações de metrô separadas com o mesmo nome. A outra estação, na Praed Street ao sul da estação principal, é servida pelas linhas Bakerloo, Circle e District. Embora mostrado no Mapa do Metrô de Londres como uma única estação, as duas estações não estão diretamente ligadas e trocam-se entre elas é através do saguão da estação principal.

## Conexões
As rotas 46 e 332 dos ônibus de Londres atendem a Bishop's Bridge Road, ao norte da estação. Outras rotas de ônibus atendem a estação em Praed Street.